# Вулиця Ньютона, будинок 1
«Вулиця Ньютона, будинок 1» — радянський художній фільм 1963 року, поставлений режисером Теодором Вульфович на кіностудії «Ленфільм».

## Сюжет
Студент-фізик Тимофій Сувєрньов, в співавторстві зі своїм однокурсником Володею Гальцовим, написав наукову роботу «Маси елементарних частинок і п'ята координата». З нею вони стали переможцями університетського конкурсу і повинні робити доповідь, що відкриває хороші перспективи для їх подальшої професійної кар'єри. Тимофій виявив помилку в розрахунках і, перед від'їздом з міста, попросив Володю скасувати виступ і відкласти публікацію в журналі. Володя вирішив все залишити як є і зробити доповідь, скориставшись інтересом, який виник навколо їх роботи. Тимофій розцінив вчинок свого друга як зраду. Він зірвав читання доповіді і зі скандалом поїхав до рідного рибальського селища Тюленячий, де влаштувався мотористом в Рибнагляд. У вільний час він займався вирішенням складного завдання і восени привіз до Москви новий варіант наукової статті.

## У ролях
- Юрій Іллєнко —  Тимофій Сувєрньов  (роль озвучував Кирило Лавров)
- Лариса Кадочникова —  Лариса, працівник бібліотеки
- Євген Фрідман —  Володимир Гальцов
- Євген Агафонов —  Гарька Миронов
- Володимир Ліппарт —  Федір Костянтинович Ракін, дільничний інспектор Рибнагляду
- Борис Горшенін —  Віктор Антонович Луньов, інспектор  (роль озвучував  Юрій Толубєєв)
- Микола Крюков —  Растєгаєв, голова риболовецького колгоспу
- Олександр Лук'янов —  рибалка, гармоніст
- Олег Окулевич —  Шальнов
- Георгій Сатіні —  Анохін, член приймальної комісії
- Олександр Афанасьєв —  Василь Тимофійович Сувєрньов, батько Тимофія
- Євген Дубасов —  міліціонер
- Віталій Соломін —  Боярцев, студент-філолог
- Ролан Биков —  рибалка-браконьєр
- Микола Сіліс —  епізод
- Зиновій Гердт —  сусід з флюсом
- Борис Рижухін —  сусід знизу
- Федір Нікітін —  батько Лариси
- Юрій Дедович —  член приймальної комісії Шальнов
- А. Карпак —  недбайливий студент
- Юлій Кім —  гітарист на вечірці
- Юрій Коваль —  гітарист на вечірці
- Леонід Биков —  епізод  (в титрах не вказаний)
- Олена Вольська —  епізод  (в титрах не вказана)
- Володимир Карпенко —  гість на вечірці  (в титрах не вказаний)
- Микола Кузьмін —  рибалка  (в титрах не вказаний)
- Володимир Лемпорт —  епізод  (в титрах не вказаний)
- Олександр Мельников —  рибалка  (в титрах не вказаний)
- Микола Муравйов —  рибалка  (в титрах не вказаний)
- Сергій Никоненко —  продавець журналів  (в титрах не вказаний)
- Іван Селянін —  рибалка  (в титрах не вказаний)

## Знімальна група
- Автори сценарію —  Едвард Радзинський,  Теодор Вульфович
- Режисер-постановник —  Теодор Вульфович
- Головні оператори —  Віктор Карасьов,  Микола Жилін
- Художники-постановники —  Всеволод Улітко, Тамара Васильковська
- Художники по костюмах — О. Соловйова,  Марина Азізян
- Композитор —  Мойсей Вайнберг
- Звукооператор —  Володимир Яковлєв
- Режисер — П. Лобачевська
- Консультант — В. Шехтер
- Редактор —  Інокентій Гомелло
- Монтаж —  Раїса Ізаксон
- Грим — В. Соколова
- Комбіновані зйомки: 
Художник —  Борис Михайлов 
Оператори — Олександр Зав'ялов,  Георгій Сенотов
- Автори пісень і виконавці —  Юлій Кім,  Юрій Коваль
- Оркестр Ленінградської філармонії 
 Диригент —  Лео Корхін
- Директор картини — М. Лобанов